# Moto Guzzi Chiù
De Moto Guzzi Chiù was een bromfiets van het merk Moto Guzzi die in 1974 op de markt kwam.

## Voorgeschiedenis
Van 1966 tot 1973 produceerde Moto Guzzi de Trotter-bromfietsen. Dit waren allemaal damesbrommers met een automatische versnellingsbak. Op de motorshow in Milaan van november 1973 presenteerde Moto Guzzi drie nieuwe bromfietsen: de Cross 50, de Nibbio en de Chiù.

## Chiù
In vergelijking met de Trotter was de motor vernieuwd. Boring en slag bedroegen nu 40 x 39 mm, waardoor de cilinderinhoud op 49 cc kwam (de Trotter mat slechts 40 cc). Net als de Trotter had de machine een geperst stalen frame en schokdempers aan de achterkant. De schommelvoorvork was vervangen door een ongedempte telescoopvork. Boven de koplamp zat standaard een boodschappenmandje.

## Technische gegevens
| Moto Guzzi             | Chiù                                   |
| ---------------------- | -------------------------------------- |
| Periode                | 1974-1976                              |
| Categorie              | bromfiets                              |
| Motortype              | tweetaktmotor                          |
| Bouwwijze              | dwarsgeplaatste liggende eencilinder   |
| Cilinder               | aluminium                              |
| Cilinderkop            | aluminium                              |
| Carburateur            | Dell'Orto SHA 14.9                     |
| Ontsteking             | vliegwielmagneet                       |
| Boring                 | 40 mm                                  |
| Slag                   | 39 mm                                  |
| Cilinderinhoud         | 49 cc                                  |
| Smeersysteem           | mengsmering 20:1                       |
| Compressieverhouding   | 8,5:1                                  |
| Max. vermogen          | 1,5 pk bij 4.400 tpm,                  |
| Topsnelheid            | 38,4 km/h                              |
| Primaire aandrijving   | tandwielen                             |
| Koppeling              | automatisch                            |
| Versnellingen          | 1                                      |
| Secundaire aandrijving | ketting                                |
| Frame                  | ruggengraatframe                       |
| Wielbasis              | 1130 mm                                |
| Vering vóór            | telescoopvork                          |
| Vering achter          | swingarm met hydraulische schokdempers |
| Banden                 | voor en achter 2,25 x 16"              |
| Rem(men)               | trommelremmen                          |
| Gewicht                | 48 kg                                  |
| Tankinhoud             | 3,3 liter                              |
| Voorganger             | Trotter                                |
| Opvolger               | geen                                   |